# Мордохович, Михаил Леонтьевич
Михаи́л Лео́нтьевич Мордохо́вич (1 марта 1897, Иркутск — 20 июля 1980, Новосибирск) — организатор советского кинопроизводства, первый директор киностудии «Сибтехфильм». Отличник кинематографии СССР. 

## Биография
Родился в Иркутске в семье грузчика. Окончил 7 классов гимназии, поступил в ученики к ремесленнику по шитью шапок. Несколько лет занимался этим ремеслом индивидуально и работая в артелях.
Увлёкся общественной деятельностью, входил в состав правления Иркутского губернского совета профсоюзов, являлся председателем Иркутского губернского отдела союза швейников (1926). В конце 20-х годов — инструктор Иркутского губсовпрофа по культуре. В 1929 году был приглашён в Новосибирск, с марта 1929 года — член правления АО «Киносибирь» и заведующий производственным отделом кинофабрики. С декабря 1929 года — директор Сибирской кинофабрики «Совкино» (с февраля 1930 года — Сибирской кинофабрики «Союзкино», с 1933 года — Западно-Сибирской фабрики учебных, научных и технических фильмов «Сибтехфильм»). Произвёл реорганизацию предприятия; при его руководстве были проведены реконструкция здания кинофабрики и техническая модернизация кинопроизводства, фабрика вошла в число наиболее стабильных предприятий киноотрасли, стала одной из самых крупных студий по производству культурфильмов в СССР. Вместе с Я. Г. Задорожным и А. А. Литвиновым является зачинателем научно-популярного кино в Сибири.
В 1937 году был арестован по политическим мотивам, находился под следствием о вредительстве, осенью 1939 года был освобождён из следственной тюрьмы за неподтверждением обвинений.
После освобождения вернулся на киностудию «Сибтехфильм», работал исполняющим обязанности начальника производственного отдела, заместителем директора. В 1942 году вновь назначен директором «Сибтехфильма». В 1948—1950 годах — директор Свердловской студии научно-популярных фильмов. Вернувшись в Новосибирск, занимался возвращением к кинопрокатной жизни здания кинотеатра «Октябрь». В 1952—1971 годах — директор кинотеатров «Октябрь» (позднее — «Победа») и «Хроника» в Новосибирске.
Умер 20 июля 1980 года в Новосибирске.

### Семья
- жена — Наталья Харлампиевна Мордохович[21];
  - дочь — Вера Михайловна Мордохович (род. 1919)[22];
  - сын — Леонтий Михайлович Мордохович (1922—1992)[22].

## Награды
- орден «Знак Почёта» (1967)[1][23];
- медаль «За доблестный труд в Великой Отечественной войне 1941—1945 гг.» (1945)[2];
- нагрудный значок «Отличник кинематографии СССР» (1 сентября 1956)[24].